# Ben Browning
Ben Browning (* 20. Jahrhundert) ist ein Filmproduzent.
Browning tritt seit 2005 als Produzent in Erscheinung. Zunächst war er von 2005 bis 2007 an der Serie Masters of Horror als Co-Produzent beteiligt, 2007 an der Serie Masters of Science Fiction. Von 2008 bis 2009 produzierte er die Serie Fear Itself. Mit Ondine – Das Mädchen aus dem Meer (2010) entstand sein erster Spielfilm. Es folgten rund zwei Dutzend weitere Produktionen, bei denen er vornehmlich als Ausführender Produzent beteiligt war. Für die Produktionsfirma FilmNation verantwortete er dabei Filme wie Late Night (2019) und zuletzt Promising Young Woman (2021). Für diesen wurde er 2021 gemeinsam mit dem übrigen Produzententeam für den Oscar in der Kategorie Bester Film nominiert. Hinzu kamen zwei Nominierungen bei den British Academy Film Awards und eine Nominierung für den Producers Guild of America Award.
Im März 2021 wurde bekannt, dass Browning zu Archewell Productions wechselte, der Produktionsfirma von Meghan, Duchess of Sussex und Harry, Duke of Sussex.

## Filmografie (Auswahl)
- 2010: Ondine – Das Mädchen aus dem Meer (Ondine)
- 2010: It’s Kind of a Funny Story
- 2013: Europa Report
- 2015. Ratter – Er weiß alles über dich (Ratter)
- 2016: Die Erfindung der Wahrheit (Miss Sloane)
- 2019: Late Night
- 2021: Promising Young Woman
- 2022: The Outfit